# Otto Nikolaus
Otto Nikolaus (* 19. November 1898 in Weingarten (Baden); † 16. August 1950 in Karlsruhe) war ein deutscher Jurist und Staatswissenschaftler und Verwaltungsbeamter. Als Präsident des Landesfinanzamtes Nordbaden von 1947 bis 1950 machte Nikolaus sich für eine entschiedene Entnazifizierung belasteter Beamter stark. Außerdem gehörte er zu den Verfechtern der Beibehaltung Badens als eigenständiges Bundesland.

## Leben

### Kindheit und Jugend
Nikolaus wuchs in einfachen Verhältnissen auf als ältestes Kind des Landwirts und Küfers Anton Nikolaus und dessen Frau Karoline. Die Familie war katholisch geprägt; der Patenonkel von Otto Nikolaus, Josef Albert Nikolaus, war „Pfarrer und Heimatforscher und nahm sich des begabten Jungen stark an“. Von 1912 bis 1916 besuchte Nikolaus das Gymnasium in Rastatt, im November 1916 erfolgte die Einziehung zum Dienst an der Westfront. 1918 legte Nikolaus während eines Feldurlaubs das Abitur ab.

### Studium und Heirat
Von 1919 bis 1921 studierte Nikolaus Jura und Staatswissenschaften in Freiburg und Berlin. In Freiburg gehört er der katholischen Verbindung Unitas an, über die er seine spätere Frau, Johanna Wissler aus Heidelberg, kennenlernte. 1922 wurde er bei dem Staatswissenschaftler Karl Diehl in Freiburg mit einer Studie über die bevölkerungspolitischen Ansichten im Weltkrieg promoviert und trat ins badische Justizministerium ein. 1927 wechselte er in die Reichsfinanzverwaltung. 1931 wurde er beim größten Finanzamt Badens, dem Finanzamt Mannheim, das eine Art Kaderschmiede im Landesfinanzbezirk Baden darstellte, Sachbearbeiter. Ein Jahr später war er an der Abfassung des Kommentars zum Badischen Grund- und Gewerbesteuergesetz beteiligt, was der Historiker Christoph Raichle als „Hinweis auf eine überdurchschnittliche Begabung“ wertet.

### Verfolgung im „Dritten Reich“
Mit dem Beginn der NS-Herrschaft habe, so Raichle, „eine schwere Leidenszeit“ für Nikolaus und seine Familie begonnen. Nikolaus habe aus seiner Ablehnung des Regimes keinen Hehl gemacht und sich unter anderem für den im Frühjahr 1933 abgesetzten Mannheimer OB Hermann Heimerich von der SPD eingesetzt. Als „leidenschaftlicher Demokrat“ habe sich Nikolaus immer wieder zum Zentrum sowie seinem katholischen Glauben bekannt. Am 1. Oktober 1933 wurde Nikolaus daher, auch wegen Protesten seiner Mannheimer Kollegen, ans Finanzamt Elbing im fernen, urprotestantischen Ostpreußen strafversetzt; außerdem wurde über ihn (bis 1945) eine Beförderungssperre verhängt. Begründet wurden die Maßnahmen „mit ablehnenden Äußerungen zum neuen Staat“ und mit der Mitgliedschaft Nikolaus’ im Zentrum und in der Badenwacht. Der Entlassung entging Nikolaus nur aufgrund des Umstands, dass er zu diesem Zeitpunkt bereits dreifacher Vater war.
Die Trennung von der Familie griff offenbar Nikolaus Gesundheit schwer an. Kurzfristig wurde er daher am 1. Februar 1934 zurück nach Mannheim versetzt, wo es erneut zu Protesten seiner Kollegen kam. Auch die Gestapo forderte seine erneute Versetzung, da Nikolaus aufgrund seiner Intelligenz „für die nat.soz. Bewegung äußerst gefährlich“ sei.
Tatsächlich erfolgte bereits zum 1. März 1934 die Zwangsversetzung an das hessische Finanzamt Friedberg, wo Nikolaus durch seinen antisemitischen Amtsvorsteher, Oberregierungsrat Hermann Sehrt, erneuten Verfolgungsmaßnahmen ausgesetzt war. Sehrt moniert vor allem, dass Nikolaus „ein starker Anhänger der katholischen Kirche“ sei und fügte an, Nikolaus mache „einen stark jüdischen Eindruck“. Im Rahmen der nun angestellten Untersuchung regte Sehrt sogar an, ein „Abstammungsgutachten“ der sog. Reichsstelle für Sippenforschung einzuholen.
Aufgrund des nunmehr zerrütteten Verhältnisses zu seinem Amtsvorsteher wurde Nikolaus erneut weiterversetzt, diesmal ans Finanzamt Nürnberg-West. Sein nonkonformes Verhalten wurde hier durch seinen Amtsvorsteher gedeckt, obwohl dieser „ein Nazi“ war. Zwischenzeitlich wurde Nikolaus als Kriegsverwaltungsrat in Griechenland verwendet. Das Attentat vom 20. Juli 1944 soll Nikolaus mit den Worten „Endlich hat einer den Mut gehabt“ kommentiert haben. Aufgrund seines nonkonformen Verhaltens lebte insbesondere die Ehefrau Johanna Nikolaus „stets in der Angst vor der Verhaftung des Familienoberhaupts“.

### Nachkriegszeit
Als Nichtparteimitglied wurde Nikolaus 1945 zeitweise zum Leiter von zuletzt drei Finanzämtern in Nürnberg ernannt. Im Januar 1947 wurde er von der Nürnberger Spruchkammer als vom Entnazifizierungsgesetz „nicht betroffen“ eingestuft.
1946 erfolgte die seit spätestens 1939 hinausgeschobene Beförderung zum Oberregierungsrat. Am 21. September 1946 bot ihm der Präsident des Landesbezirks Baden, Heinrich Köhler, eine leitende Stelle in der Finanzverwaltung Badens an. Nikolaus konnte so endlich wieder „in seiner geliebten badischen Heimat“ arbeiten. Am 18. Februar 1947 übernahm Nikolaus zunächst die kommissarische Leitung des Landesfinanzamts Nordbaden in Karlsruhe.

### Oberfinanzpräsident in Karlsruhe
Nach einer feierlichen Amtseinführung durch Köhler übernahm Nikolaus am 1. Mai 1947 auch offiziell die Leitung des Landesfinanzamts Karlsruhe; er nahm somit die Stellung eines Oberfinanzpräsidenten ein.
Zugleich engagierte sich Nikolaus als Mitarbeiter im badischen Ministerium für die Politische Befreiung (also für die Entnazifizierung). Als „ungewöhnliches Dokument eines ungewöhnlichen Mannes“ bezeichnet Raichle das Rundschreiben, das Nikolaus am 3. Juni 1947 an alle Amtsvorsteher seiner Behörde verschickte. Nikolaus habe sich mit dem Abflauen der Entnazifizierung nicht zufriedengeben wollen und habe darin eine Gefahr für die Demokratie erblickt. Daher forderte er alle Mitarbeiter seiner Behörde auf, Aktivisten und weltanschauliche Antreiber des NS-Regimes zu melden und belastbare Beweise gegen diese vorzulegen. Als „Stützen des NS-Regimes“ sollten diese einer Bestrafung durch die Spruchkammern zugeführt werden. Die Unterstützung aus den Reihen seiner Mitarbeiter sei jedoch überaus gering gewesen. „Als Reaktion auf seine ungewöhnlichen Bestrebungen“ sei Nikolaus teils Verweigerung, „teils blanker Hass“ entgegengeschlagen. Auch Drohbriefe habe Nikolaus, der als „Nestbeschmutzer“ wahrgenommen wurde, erhalten.

### Auseinandersetzung mit Finanzpräsident a.D. Hans Dehning
Zu den Bemühungen Nikolaus’ um eine gerechtere und nachhaltigere Entnazifizierung gehörte auch sein Auftritt im Spruchkammerverfahren gegen den ehemaligen Finanzpräsidenten und Leiter der Personalabteilung der Oberfinanzdirektion Karlsruhe von 1937 bis 1945, Hans Dehning. Obwohl der Öffentliche Kläger am 3. Juni 1947 die Einreihung Dehnings als „Hauptbelasteter“ gefordert hatte, wurde dieser zunächst nur als „Minderbelasteter“ eingestuft. Dagegen erhob die Oberfinanzdirektion Karlsruhe unter der Leitung von Nikolaus entschiedenen Einspruch. Dehning, so Nikolaus, sei „einer der rücksichtslosesten und in der Wahl der Mittel bedenkenlosesten Verfechter der Naziideologie“ in Baden gewesen und habe „jene Beamte in jeder Weise zurückgesetzt, die nicht zur politischen Mitarbeit bereit waren“.
Das Ministerium für die Politische Befreiung hob vielleicht auch deshalb den Spruch auf und verwies das Verfahren erneut an die erste Instanz. Für dieses zweite Verfahren sandten Nikolaus und sein Mitarbeiter, Oberregierungsrat Martin Fehrenbach, nun „mehrfach“ belastendes Material an die Spruchkammer. Tatsächlich wurde Dehning nun als „Belasteter“ eingestuft, zu drei Jahren Arbeitslager und 8000 RM Geldstrafe verurteilt. Da Nikolaus in der dritten Verhandlung im März 1950 auch persönlich als Belastungszeuge aufgetreten war, zog er sich nun endgültig den unversöhnlichen Hass Dehnings zu, der „immer schrillere und auch gehässige Töne anschlug“. Nach der Einschätzung Raichles hatte der Auftritt Nikolaus’ als Belastungszeuge gegen den „ehemaligen Aktivisten aus der Finanzverwaltung“ durchaus „Seltenheitswert“. In der Tat hatte Nikolaus’ Vorgänger, der selbst belastete Oberfinanzpräsident Walther Weidemann, sich in einem Schreiben schützend vor Dehning gestellt und diesen „praktisch zum Widerstandskämpfer“ stilisiert. Dennoch wurde Dehning erneut als „Belasteter“ eingestuft; ein beachtenswertes Urteil angesichts der damals verbreiteten Tendenz, auch stark belastete Personen nun mehr als „Mitläufer“ einzureihen.

### Einsatz für den Erhalt Badens als Bundesland
Ein Herzensanliegen war Otto Nikolaus der Erhalt der staatlichen Eigenständigkeit Badens. Getrieben vom leidenschaftlichen Bekenntnis zu Altbaden machte Nikolaus sich dabei offenbar bei führenden Stellen unbeliebt. Immer wieder trat Nikolaus bei „großen Versammlungen, etwa im Mannheimer Wintergarten“ gegen den Südweststaat auf. Mit dem Tod Heinrich Köhlers am 6. Februar 1949 brach dann „auch noch ein Gutteil der politischen Rückendeckung für den streitbaren Spitzenbeamten“ fort.

### Krankheit und Tod
Der doppelte Kampf auf verlorenem Posten blieb nicht ohne Folge für Nikolaus’ Gesundheit, die schon durch die Verfolgungsmaßnahmen im „Dritten Reich“ angegriffen war. Im Mai 1949 litt Nikolaus an einem „erheblichen Erschöpfungszustand mit Kreislaufstörungen“. Da er sich dennoch nicht schonte und auch die Angriffe auf ihn nicht abnahmen, verschlechterte sich seine Gesundheit im Sommer 1950 zusehends. Asthma trat nun als neue Beschwerde hinzu. Anfang Juni 1950 begab sich Nikolaus in ein Sanatorium in der Pfalz. Ende des Monats hoffte er, seinen Dienst bald wieder antreten zu können. Ob es dazu noch kam, ist offenbar unklar. Seit dem 16. August 1950 galt Nikolaus nach einem Spaziergang als „spurlos verschwunden“. In der Presse wurde gemutmaßt, er habe aufgrund seiner „Überarbeitung […] seinem Leben selbst ein Ende gesetzt“. Am 25. August 1950 wurde der Leichnam in einem Waldstück nahe Karlsruhe aufgefunden.

## Würdigung
Der Historiker Christoph Raichle, der die Geschichte der Landesfinanzbehörden im Nationalsozialismus in einem dreijährigen durch das Landesfinanzministerium Baden-Württemberg geförderten Projekt erforschte, sieht in Nikolaus einen „der seltenen Kämpfer gegen das allgemeine Verdrängen und Vergessen der Nachkriegsjahre“ und einen „streitbaren Demokraten in schwerer Zeit“, dem man „ein ehrendes Andenken bewahren“ sollte.